# Some Chaperone
Some Chaperone è un cortometraggio muto del 1915 diretto da Al Christie e interpretato dalla diciottenne Betty Compson al suo quinto film.

## Produzione
Il film - un cortometraggio a una bobina - fu prodotto dalla Nestor Film Company.

## Distribuzione
Distribuito dall'Universal Film Manufacturing Company, il film uscì nelle sale cinematografiche USA il 27 dicembre 1915.